# Mardjan Arvand
Mardjan Arvand (anhörenⓘ; * 16. März 1963 in Maschhad) ist eine deutsche und iranische Medizinerin, Mikrobiologin und Hygienikerin.

## Leben
Mardjan Arvand wurde in Maschhad als Tochter des promovierten Chirurgen Khosrow Arvand und der promovierten Anästhesistin Mahereh Sazegari geboren. Sie absolvierte 1980 in ihrer Heimatstadt das Abitur. Bis 1982 nahm sie an einem Sprachkurs und am Studienkolleg in Koblenz und Frankfurt am Main teil und studierte anschließend an der Universität Gießen Humanmedizin. Doktorandin und wissenschaftlicher Assistent war sie nebenbei seit 1985 am Institut für Mikrobiologie an der Universität. Das Studium schloss sie 1988 ab, als sie ihre ärztliche Prüfung bestand und gab zwei Jahre später die Stelle am Institut auf, um Assistenzärztin am Zentralkrankenhaus an der Sankt-Jürgen-Straße in Bremen zu werden. Diese Stelle hielt sie bis 1991 inne und wurde in diesem Jahr mit der Dissertation Mechanismus der prokoagulatorischen Wirkung des Staphylococcus-aureus-α-Toxins zum Doktor der Medizin promoviert.
Im folgenden Jahr wurde Arvand als wissenschaftliche Assistentin an die Klinik der Freien Universität Berlin berufen. Zwischendurch erhielt sie 1993 ihr Diplom für Tropenmedizin und Parasitologie (DTM&H) vom Bernhard-Nocht-Institut für Tropenmedizin. Seit 1999 wirkte sie als Fachärztin für medizinische Mikrobiologie sowie für Infektionsepidemiologie. Im Jahr 2000 gab sie die Stelle an der Freien Universität ab, um als wissenschaftliche Assistentin der Abteilung Hygiene und medizinische Mikrobiologie am Institut für Hygiene an der Universität Heidelberg zu arbeiten. Dort wurde sie 2002 für Mikrobiologie und Infektionsimmunologie mit der Schrift Untersuchungen zur Diagnostik, Klinik, Epidemiologie und Pathogenese der Bartonella henselae-Infektionen habilitiert. Im Jahr 2003 erwarb sie die Anerkennung als Fachärztin für Hygiene und Umweltmedizin. Im gleichen Jahr verließ sie diese Universität und wurde als Professorin für molekulare Bakteriologie an die Universität Rostock berufen. Dort lehrte sie bis 2008.
Während ihrer Rostocker Zeit wirkte Arvand bei der Abteilung für medizinische Mikrobiologie und Krankenhaushygiene als stellvertretende Leiterin. Daneben war sie wissenschaftliche Gutachterin für mehrere Zeitschriften im internationalen Raum. Sie ist Mitglied der deutschen Gesellschaft für Hygiene und Mikrobiologie, European Society for Microbiology and Infectious Diseases sowie weitere Fachgesellschaften.
Von 2008 bis 2015 arbeitete Arvand am Hessischen Landesprüfungs- und Untersuchungsamt (HLPUG) in Dillenburg im Fachgebiet Hygiene und infektiologische Diagnostik als Fachgebietsleitung. 
Im Jahr 2012 wurde sie zur außerplanmäßigen Professorin an der Universität Heidelberg ernannt. 
Von 2015 bis Juni 2025 war Arvand im Robert Koch-Institut Leiterin des Fachgebiets angewandte Infektions- und Krankenhaushygiene.

## Veröffentlichungen
- MIQ 25: Diagnostik von Infektionen der Leber: Qualitätsstandards in der mikrobiologisch-infektiologischen Diagnostik, 2006, Urban & Fischer Verlag/Elsevier ISBN 9783437226175